# Llista d'aeroports de Ruanda
Aquesta és una llista d'aeroports de Ruanda, per localització.

## Llista
Airport names shown in bold have scheduled commercial airline service.
| Ciutat servida | Província           | OACI | IATA | Nom de l'aeroport                                                      | Coordenades                                          |
| -------------- | ------------------- | ---- | ---- | ---------------------------------------------------------------------- | ---------------------------------------------------- |
| Nyamata        | Província de l'Est  | n/a  | n/a  | Aeroport Internacional de Bugesera                                     | 02° 10′ 30″ S, 030° 09′ 00″ E / 2.17500°S,30.15000°E |
| Butare         | Província del Sud   | HRYI | BTQ  | Aeroport de Butare                                                     | 02° 35′ 42″ S, 029° 44′ 24″ E / 2.59500°S,29.74000°E |
| Cyangugu       | Província de l'Oest | HRZA | KME  | Aeroport de Kamembe                                                    | 02° 27′ 44″ S, 028° 54′ 29″ E / 2.46222°S,28.90806°E |
| Gisenyi        | Província de l'Oest | HRYG | GYI  | Aeroport de Gisenyi                                                    | 01° 40′ 38″ S, 029° 15′ 32″ E / 1.67722°S,29.25889°E |
| Kigali         | Kigali              | HRYR | KGL  | Aeroport Internacional de Kigali (antic "Aeroport Gregoire Kayibanda") | 01° 58′ 07″ S, 030° 08′ 22″ E / 1.96861°S,30.13944°E |
| Nemba          | Província de l'Est  | HRYN | n/a  | Aeroport de Nemba                                                      | 02° 19′ 48″ S, 030° 12′ 00″ E / 2.33000°S,30.20000°E |
| Ruhengeri      | Província del Nord  | HRYU | RHG  | Aeroport de Ruhengeri                                                  | 01° 30′ 00″ S, 029° 38′ 01″ E / 1.50000°S,29.63361°E |